# 27a Divisió d'Infanteria «Brescia»
La 27a Divisió d'Infanteria «Brescia» (italià: 27ª Divisione di fanteria "Brescia") va ser una divisió d'infanteria del Regio Esercito italià durant la Segona Guerra Mundial. La Brescia va rebre el nom de la ciutat de Brescia, a Llombardia. La Brescia es va classificar com una divisió autotransportable, és a dir, tenia algun transport motoritzat, però no suficient per moure tota la divisió alhora.
La Brescia tenia la seva àrea de reclutament i els seus dipòsits regimentals a Calàbria i la seva seu a Catanzaro. Els seus dos regiments d'infanteria tenien la base a Catanzaro (19è) i Reggio de Calàbria (20è), amb el regiment d'artilleria de la divisió a Catanzaro. Els dipòsits de regiment de la divisió estaven compartits amb la 61a Divisió d'Infanteria "Sirte", que tenia la seu a Misrata, a Líbia i reclutava els seus homes i els entrenava a Calàbria. Poc després de la seva formació la divisió va ser enviada a Zawiya, a la Líbia italiana. Va participar en la campanya del desert occidental i va ser destruïda durant la segona batalla d'El Alamein.

## Història
Després de la Segona Guerra d'Independència italiana, l'Imperi Austríac va haver de cedir la regió de Llombardia del Regne Llombardovènet al Regne de Sardenya. Després de prendre el control de la regió, el govern de Sardenya va ordenar al Reial Exèrcit de Sardenya el 29 d'agost de 1859 que aixequés cinc brigades d'infanteria i una brigada de granaders a Llombardia. Posteriorment, l'1 de novembre de 1859 es va activar la Brigada "Brescia" amb el 19è Regiment d'Infanteria i el 20è Regiment d'Infanteria.

### Primera Guerra Mundial
Durant la Primera Guerra Mundial la brigada va lluitar inicialment al front italià, però l'abril de 1918 va ser traslladada juntament amb la Brigada "Alpi" la Brigada "Nàpoli", i la Brigada "Salerno" al Front Occidental a França. Allà les brigades van lluitar en la Tercera Batalla de l'Aisne, a la Segona Batalla del Marne, a la Batalla de Saint-Thierry i a l'Ofensiva dels Cent Dies.
El 6 de novembre de 1926 la brigada va assumir el nom de XXVII Brigada d'Infanteria amb el 16è Regiment d'Infanteria "Savona", el 19è Regiment d'Infanteria "Brescia" i el 20è Regiment d'Infanteria "Brescia". La brigada era el component d'infanteria de la 27a Divisió Territorial de Catanzaro, que també incloïa el 12è Regiment d'Artilleria. El 1934 la divisió va canviar el seu nom pel de 27a Divisió d'Infanteria "Sila".

### Segona Guerra Italo-Etíop
A finals de l'estiu de 1935 la divisió va ser enviada a Eritrea per a la Segona Guerra Italo-Etíop i l'octubre de 1935 va participar en la captura de Mekele. Des del 4 de novembre de 1935 va estar estacionat a l'Adigrat i el desembre de 1935 va lluitar a la zona del coll d'Ādī K'edawīt - Doghea. La divisió va emprendre incursions de reconeixement cap a Ziban Debrī Bota i Celecot. El 19 de gener de 1936, el Sila va trencar les defenses etíops i va capturar diverses ciutats de la província de Tembien. No va participar en la propera Primera Batalla de Tembien i va actuar només en les etapes finals de la Batalla d'Amba Aradam, capturant Āmba Ālagē el 26 de febrer de 1936. El març de 1936, el Sila es va traslladar a la regió de Finarwa - Sek'ot'a on es va quedar fins al final de la guerra.

### Segona Guerra Mundial
El 27 d'abril de 1939 la divisió va traslladar el 16è Regiment d'Infanteria "Savona" i el 12è Regiment d'Artilleria "Sila" a la recentment activada 55a Divisió d'Infanteria "Savona" i el mateix dia es va dissoldre la XXVII Brigada d'Infanteria amb els dos regiments restants que passaven al comandament directe de la divisió, que va canviar el seu nom per "27a Divisió d'Infanteria". L'estiu de 1939 la divisió va ser transferida a Zawiya a Líbia. El 12 de setembre de 1939 la 48a Divisió d'Infanteria "Taro" va ser activada i allotjada a la caserna de Brescia a la Itàlia continental. Durant la invasió italiana de França del 10 al 25 de juny de 1940, la Brescia es va desplegar al llarg de la frontera entre Tunísia i Líbia. Després de la signatura de l'armistici franco-italià el 24 de juny de 1940, la Brescia va tornar a la seva base i va assumir les funcions de defensa costanera a l'oest de Trípoli.
Després que la Força Britànica del Desert Occidental hagués aixafat el Desè Exèrcit a Líbia oriental durant l'Operació Compàs, el 55è Regiment d'Artilleria de Brescia "Brescia", les companyies d'armes de suport dels regiments d'infanteria i la 27a Companyia Antitanc van ser enviades a finals de desembre de 1940 per apuntalar el punt fort italià a Tobruk, on el 55è regiment d'artilleria "Brescia" va ser adjunt a la 61a Divisió d'Infanteria "Sirte". La divisió "Sirte" i el 55è regiment d'artilleria "Brescia" van ser superades i destruïdes el 21-22 de gener de 1941 durant la conquesta britànica de Tobruk.
A principis de març de 1941 la divisió es va consolidar a El Agheila i, juntament amb les forces alemanyes, va iniciar un contraatac el 24 de març de 1941, que va derrotar les tropes britàniques a Brega el 31 de març de 1941. La divisió va entrar a Ajdabiya el 2 d'abril de 1941 i va ser encarregada de la defensa de les línies de comunicació de l'Eix. L'abril de 1941 la divisió va rebre el 1r Regiment d'Artilleria Ràpida "Eugenio di Savoia" de la 1a Divisió de Cavalleria "Eugenio di Savoia" per substituir el destruït 55è Regiment d'Artilleria "Brescia".

#### Setge de Tobruk
El 12 d'abril de 1941 les forces italianes i alemanyes van iniciar el setge de Tobruk i la Brescia juntament amb el 3r Batalló de Reconeixement alemany de la 21a Divisió Panzer van avançar cap al port de Bardia, on es van prendre diversos centenars de presoners britànics i una gran quantitat de material aliat. Mentre l'atac a Tobruk s'estancava i el general Erwin Rommel es va veure obligat a ordenar que la Brescia tornés per reforçar el setge de Tobruk. Durant la nit del 30 d'abril de 1941 una força italoalemanya va atacar les defenses de Tobruk i la 132a Divisió Blindada "Ariete" i la Brescia va capturar set punts forts (R2, R3, R4, R5, R6, R7 i R8). Durant la nit del 3 de maig, els australians van contraatacar, però la 102a Divisió Motoritzada "Trento", la 17a Divisió d'Infanteria "Pavia" i els panzergrenadiers alemanys van repel·lir l' atac . dels batallons australians 2/9 i 2/10.  Amb els obstacles eliminats, les tropes de la Brescia van capturar els punts forts S8, S9 i S10. Els australians van lluitar i l'oficial al comandament del XXXII Batalló Mixt d'Enginyers, el coronel Emilio Caizzo, va ser mort durant un atac i va rebre a títol pòstum el més alt honor militar d'Itàlia amb la Medalla d'Or al Valor Militar Entre els objectius seleccionats inicialment durant la planificació de l'ofensiva britànica Operació Brevetat hi havia la reconquesta de S8 i S9.
El 24 de maig, la Brescia, que s'havia apoderat del front occidental de Tobruk, va repel·lir una força d'infanteria australiana atacant, que estava recolzada per tancs. El 2 d'agost es va llançar un altre atac per recuperar els punts forts perduts, però les forces d'atac del 2/43è Batalló i el 2/28è Batallons d'Austràlia van ser rebutjades. Aquest va ser l'últim esforç australià per recuperar les fortificacions perdudes.

#### Operació Croat
El 27 de novembre de 1941, l'operació ofensiva britànica Croat va arribar a l'anell de setge al voltant de Tobruk i durant els següents 13 dies la batalla per trencar el setge va esclatar. Els Brescia, com a part de les forces assetjadores, van aguantar amb les altres forces de l'Eix fins al 8-9 de desembre de 1941, quan es va donar l'ordre de retirar-se a Ain el Gazala. L'última acció de la Brescia a Tobruk va ser un combat amb la 70a Divisió britànica i la Brigada de Fusellers Carpats polonesos pel control de la posició de White Knoll.
L'11 de desembre, un batalló de la Brescia en retirada va arribar a menys de 50 metres del  23è Batalló neozelandès i va ser abatut per foc de metralladora. Les forces de l'Eix es van retirar a Ain el Gazala, on el 15 de desembre, la Brescia es va mantenir contra la 2a neozelandesa i la Brigada de Fusellers dels Carpats, permetent a una forta força blindada italo-alemanya contraatacar i envair el 1r Batalló Britànic, The Buffs. El 18 de desembre les forces britàniques van flanquejar la Brescia al sud i, per tant, la divisió va haver de retirar-se a Ajdabiya, on va arribar el 22 de desembre de 1941.

#### Batalla de Gazala
El gener de 1942, la Brescia defensava un front al voltant de Qabr al Fārigh, al sud-oest de Derna. Va traslladar les seves posicions cap a Qabr al Fārigh (al sud de Derna, Líbia a l'abril de 1942. Durant la batalla de Gazala, la Brescia va tenir un paper important en la captura de 6.000 presoners el 16 de juny de 1942, després que la 101a Divisió Motoritzada "Trieste" i la 15a Divisió Panzer destruïssin la 2a i la 4a brigades blindades britàniques, operant a la depressió de Ghawţ al 'Abīdī.

#### Batalla de Mersa Matruh
Després de l'èxit de la batalla de Gazala, la Brescia va avançar, passant al sud de Tobruk el 20 de juny de 1942 i continuant per Bardia, As Sallūm i Sidi Barrani, la divisió va arribar a Mersa Matruh el 29 de juny de 1942. Durant el breu setge de Mersa Matruh el juny de 1942 va capturar grans quantitats de tropes i subministraments britànics.

#### Primera i segona batalla d'El Alamein

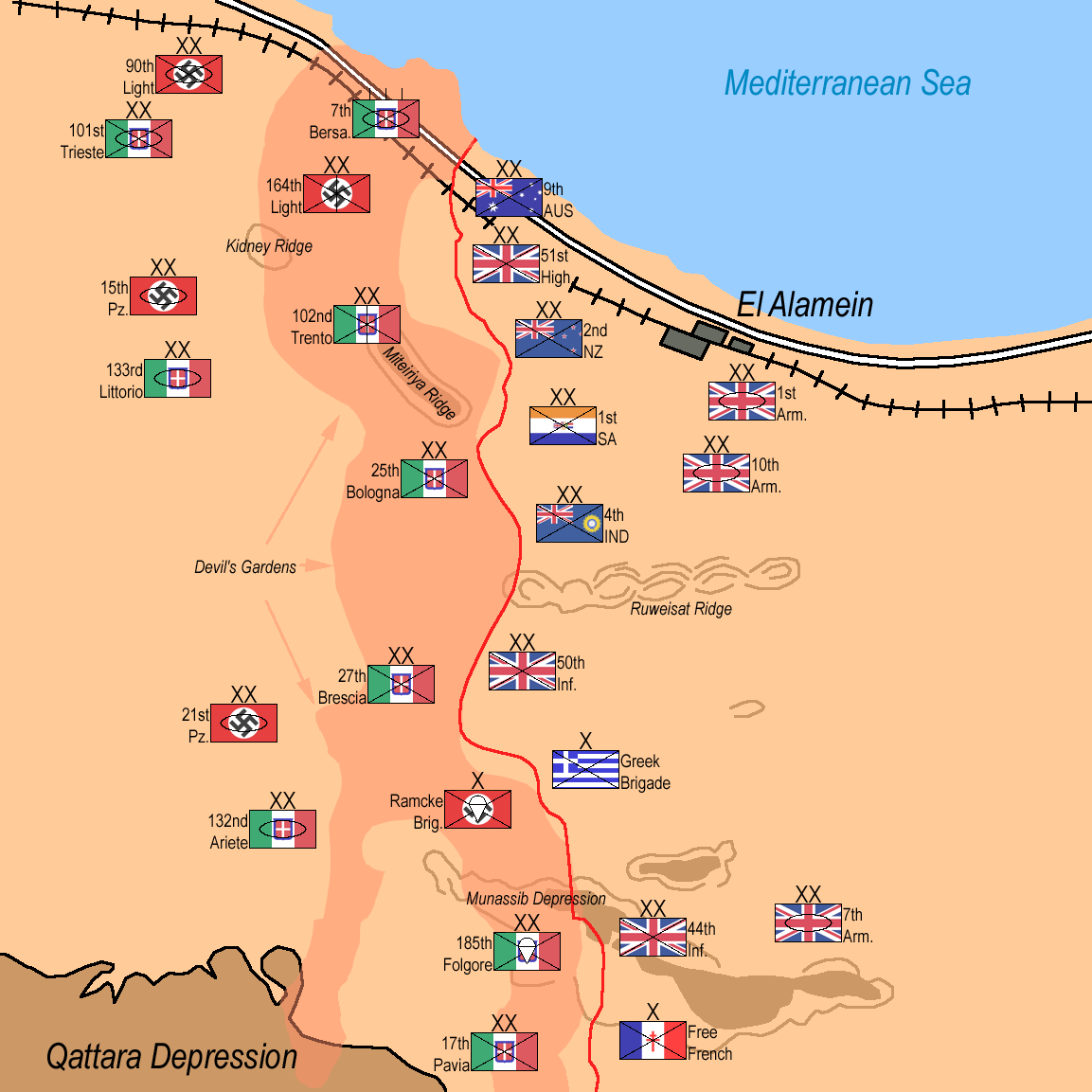
Ubicacions de la divisió abans de la Segona Batalla d'El Alamein

Durant les etapes inicials de la Primera Batalla d'El Alamein el juliol de 1942, la Brescia es va desplegar a la cresta d'El Mreir i va repel·lir un fort atac de la 5a Brigada d'Infanteria neozelandesa. Més tard, durant la defensa de Ruweisat Ridge, el 19è Regiment d'Infanteria de Brescia va fer una defensa tenaç, perdent un batalló i tres comandants de companyia en aquesta acció nocturna, abans de ser parcialment envaït a l'alba del 15 de juliol, retardant l'avanç aliat el temps suficient perquè les forces blindades alemanyes poguessin llançar un contraatac devastador. Entre el 21 i el 27 de juliol de 1942 els contraatacs britànics van ser tan ferotges que la Brescia es va veure obligada a acabar amb el seu avanç al sud d'El Alamein.
Durant la Segona Batalla d'El Alamein, la Brescia va mantenir les seves posicions contra els atacs blindats britànics del 24 d'octubre al 4 de novembre de 1942. Quan es va donar l'ordre de retirar-se, la Brescia es va retirar al llarg de la ruta Deir Sha'la - Fukah. La manca de transport va provocar que les unitats aliades s'aconseguissin i aniquilessin la Brescia el 7 de novembre de 1942, a la vista de Fukah , on ja s'han reunit altres unitats destrossades de l'Eix. La divisió es va dissoldre oficialment el 25 de novembre de 1942.

## Organització

### Segona Guerra Italo-Etíop 1935-36
- 27a Divisió d'Infanteria "Sila"
  - XXVII Brigada d'Infanteria
    - 16è Regiment d'Infanteria "Savona"
    - 19è Regiment d'Infanteria "Brescia"
    - 20è Regiment d'Infanteria "Brescia"

  - 12è Regiment d'Artilleria  (3x grups d'artilleria amb canons de camp 75/13)
  - XXVII Batalló de metralladores
  - XXVII Batalló de Recanvis
  - 12a Companyia d'Enginyers
  - 27a Companyia de Senyals
  - Serveis divisionals

### Segona Guerra Mundial 1940-42

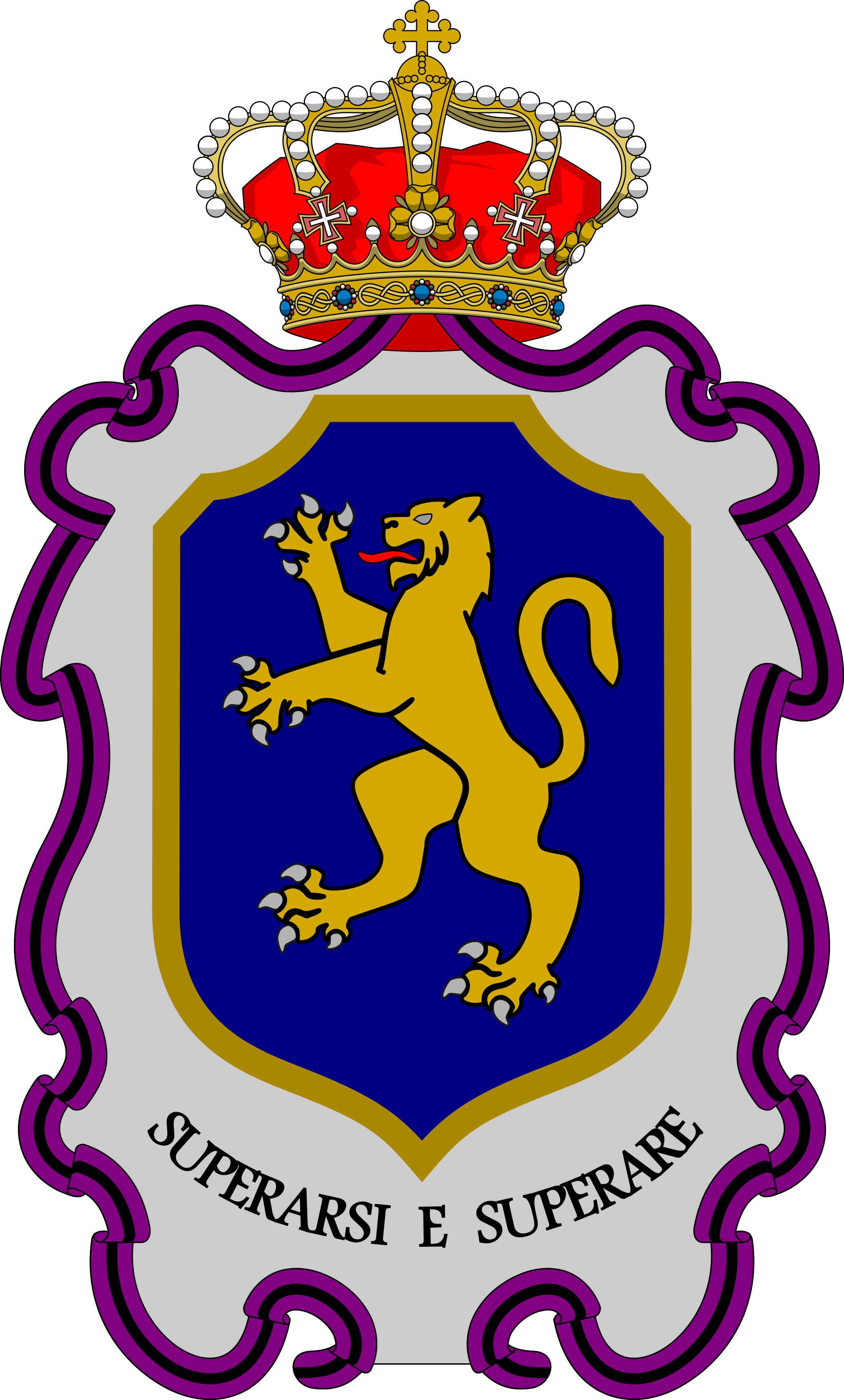
Escut del 19è Regiment d'Infanteria "Brescia", 1939

- 27a Divisió d'Infanteria "Brescia", a Catanzaro[1][2]
  - 19è Regiment d'Infanteria "Brescia", a Catanzaro[8]
    - Companyia de comandament
    - 3x batallons de fusellers
    - Companyia d'Armes de Suport (canons de suport d'infanteria 65/17; destruïda el 5 de febrer de 1941)
    - Companyia d'Armes de Suport/ 34è Regiment d'Infanteria/ 4a Divisió d'Infanteria "Livorno" (canons de suport d'infanteria 65/17; va substituir la Companyia d'Armes de Suport destruïda)
    - Companyia de morters (morters 81mm mod. 35)

  - 20è Regiment d'Infanteria "Brescia", a Reggio Calabria[9]
    - Companyia de comandament
    - 3x batallons de fusellers
    - Companyia d'Armes de Suport (65/17 canons de suport d'infanteria; destruïda el 5 de febrer de 1941)
    - Companyia d'Armes de Suport/ 38è Regiment d'Infanteria/3a Divisió d'Infanteria "Ravenna" (canons de suport d'infanteria 65/17; va substituir la Companyia d'Armes de Suport destruïda)
    - Companyia de morters (morters 81mm mod. 35)

  - 55è Regiment d'Artilleria "Brescia", a Catanzaro (destruït el 5 de febrer de 1941)[21]
    - Unitat de comandament
    - Grup I (obusos 100/17 mod. 14)
    - Grup II (canons de camp 75/27 mod. 06; transferit del 9è Regiment d'Artilleria "Brennero")
    - Grup III (canons de camp 75/27 mod. 06)
    - 27a bateria antiaèria (canons antiaeris Breda Model 35|20/65 mod. 35)
    - Unitat de Municions i Sub7ministraments

  - 1r Regiment d'Artilleria Ràpida "Eugenio di Savoia" (reemplaça el destruït 55è Regiment d'Artilleria "Brescia")[22]
    - Unitat de comandament
    - Grup I (obusos 100/17 mod. 14)
    - Grup II (obusos 100/17 mod. 14)
    - Grup III (canons de camp 75/27 mod. 06  )
    - IV Grup (canons de camp 75/27 mod. 06)
    - V Grup (8,8 cm Flak 18/36/37/41, es va incorporar al regiment el maig de 1942)
    - 401a bateria antiaèria (canons antiaeris (20/65 mod. 35)
    - 404a bateria antiaèria (canons antiaeris 20/65 mod. 35)
    - 502a bateria antiaèria (canons antiaeris 20/65 mod. 35)
    - Unitat de Municions i Subministraments

  - XXVII Batalló de metralladores
  - XXVII Batalló Mixt d'Enginyers
    - 27a Companyia d'Operadors de Telègrafs i Ràdio
    - 82a Companyia d'Enginyers

  - 27a companyia antitanc (canons antitanc 47/32; destruïda el 5 de febrer de 1941)
  - 227a companyia antitanc (canons antitanc 47/32; va substituir la 27a companyia antitanc destruïda)
  - 34a Secció Mèdica
    - 95è Hospital de Campanya
    - 1x Hospital de campanya

  - 35a Unitat quirúrgica
  - 34a Secció de Subministraments
  - 328a Secció de Transports
  - 127a Secció de Carabiniers
  - 96a Oficina de Correus de Camp

Les unitats següents es van unir a la divisió durant la campanya del desert occidental:
- 5a companyia antitanc (canons antitanc 47/32)
- 71a companyia antitanc (canons antitanc 47/32)

## Honors militars
Per la seva conducta durant la campanya del desert occidental, el President d'Itàlia va concedir el 7 de desembre de 1951 als dos regiments d'infanteria de la divisió i al 1r Regiment d'Artilleria Ràpida "Eugenio di Savoia" el màxim honor militar d'Itàlia, la Medalla d'Or al Valor Militar.
- 19è Regiment d'Infanteria "Brescia" el 7 de desembre de 1951[23]
- 20è Regiment d'Infanteria "Brescia" el 7 de desembre de 1951[24]
- 1r Regiment d'Artilleria Ràpida "Eugenio di Savoia" el 7 de desembre de 1951[25]

## Oficials al comandament
Els comandants de la divisió van ser:
- Generale di Divisione Giuseppe Cremascoli (24 de maig de 1939 - 8 de febrer de 1941, mort de malaltia el 9 d'abril de 1941)
- Coronel Domenico Canistrà (en funcions, 9-21 de febrer de 1942)
- Generale di Divisione Bortolo Zambon (22 de febrer de 1941 - 10 d'octubre de 1941)
- Generale di Divisione Benvenuto Gioda (en funcions, 11 d'octubre de 1941 - 1 de gener de 1942)
- Generale di Brigata Giacomo Lombardi (2 de gener de 1942 - 16 de juliol de 1942, ferit en acció)
- Generale di Divisione Dino Parri (17 de juliol de 1942 - 15 d'agost de 1942)
- Generale di Divisione Giovanni Battista Oxilia (16 d'agost de 1942 - 8 de setembre de 1942)
- Generale di Divisione Alessandro Predieri (9 de setembre de 1942 - 13 d'octubre de 1942, mort en acció)
- Generale di Divisione Brunetto Brunetti (14 d'octubre de 1942 - 5 de novembre de 1942, presoner de guerra)